# Институт теоретической и экспериментальной физики
Институт теоретической и экспериментальной физики имени А. И. Алиханова — многопрофильный центр изучения фундаментальных свойств материи. Основные направления исследований: теоретическая и математическая физика, астрофизика, физика элементарных частиц (высоких энергий), ядерная физика, физика плазмы, физика твёрдого тела, нанотехнология, реакторная и ускорительная физика, медицинская физика, компьютерные науки. В ИТЭФ осуществляется обширная и эффективная образовательная программа. Институт занимает часть бывшей усадьбы «Черёмушки-Знаменское» — памятника архитектуры и садово-паркового искусства XVIII—XIX веков.
Институт был реорганизован в Курчатовский комплекс теоретической и экспериментальной физики в составе НИЦ "Курчатовский институт" с 2022 года.
Из-за вторжения России на Украину институт находится под санкциями всех стран Евросоюза, США, Японии, Украины и Швейцарии, хотя с 2022 года уже перестал существовать как юридическое лицо.

## История
Идея создания института была оформлена в проекте постановления Совета Народных комиссаров СССР, создание института готовила комиссия в составе Б. Л. Ванникова, Н. А. Борисова и А. И. Алиханова.
Готовый проект постановления был представлен на заседании Специального комитета при Совнаркоме СССР, состоявшемся 30 ноября 1945 года, и был принят с поправками И. А. Бенедиктова.
Институт был создан постановлением СНК СССР от 1 декабря 1945 года № 3010-895сс «Об организации Лаборатории № 3 Академии наук СССР» и действовал в составе Специального Комитета при СНК СССР под руководством Л. П. Берии. Строительство производилось заключенными организации лагерного типа МВД СССР — СУ 90 и ИТЛ.
Лаборатория № 3 получила название «ТТЛ (Теплотехническая лаборатория) АН СССР».
Современное название присвоено институту постановлением Президиума АН СССР № 730 от 21 ноября 1958 года.
До конца 2011 года полное название института было Федеральное Государственное Унитарное Предприятие «Государственный Научный Центр Российской Федерации — Институт Теоретической и Экспериментальной Физики» ФГУП «ГНЦ РФ — ИТЭФ», в 2012 году ФГУП «ГНЦ РФ ИТЭФ» преобразован в ФГБУ.
Перед создателем ИТЭФ академиком А. И. Алихановым Специальный Комитет поставил задачу создания тяжеловодного ядерного реактора для производства делящихся ядерных материалов и исследований в области космических лучей. В институте работали Л. Д. Ландау и его ученик И. Я. Померанчук. В 1949 г. в ИТЭФ был пущен первый в СССР тяжеловодный исследовательский реактор. На этом реакторе сотрудники ИТЭФ измерили ядерно-физические константы и накопили необходимый опыт. Были разработаны:
- теория гетерогенного реактора (А. Д. Галанин, 1949—1971)
- теория резонансного поглощения в урановых блоках, содержащих замедлитель (А. П. Рудик, 1950)
- теория оптимизации процессов в ядерных реакторах (А. П. Рудик, 1960—1970)
- теория глубокого выгорания горючего в ядерных реакторах атомных электростанций (Б. Л. Иоффе, Л. Б. Окунь, 1956)

В 1946—1947 годах А. И. Ахиезер и И. Я. Померанчук обобщили результаты в монографии по теории реакторов «Теория нейтронных мультиплицирующих систем» (в открытой печати — 2002).
Под руководством А. И. Алиханова и В. В. Владимирского были разработаны и сооружены промышленные тяжеловодные реакторы для производства плутония, трития и изотопов, опытные тяжеловодные реакторы в Югославии и КНР, тяжеловодный реактор с газовым охлаждением КС-150 для энергоблока А-1, вступившего в строй в 1972 г. в ЧССР.
На тяжеловодном реакторе ТВР были получены поляризованные пучки нейтронов, разработан метод ядерно-магнитного резонанса (ЯМР) на поляризованных бета-активных ядрах. На реакторе ИТЭФ исследована электрон-нейтринная корреляция при распаде свободных нейтронов, открыто слабое нуклон-нуклонное взаимодействие в атомных ядрах. Асимметрия вылета нейтронов, сопровождающих акт деления атомных ядер, была обнаружена в ИТЭФ (В. А. Андреев и сотрудники).
История создания ускорителей начинается с 1948 г, когда был запущен 6.2 МэВ циклотрон. В 1961 году заработал 7 ГэВ протонный синхротрон У-7 с периметром 251.2 м, один из первых в мире ускорителей с жёсткой фокусировкой. В 1967 году в качестве инжектора для У-7 был построен линейный ускоритель И-2 на энергию 24.6 МэВ. В 1971 году У-7 (переименован в У-10) был реконструирован до энергии 10 ГэВ, интенсивность пучка протонов возросла до 1012 частиц в импульсе. В конце 80-х построен 4 МВ инжектор ионов И-3. С 1997 года на базе У-10 начаты работы по созданию установки ИТЭФ-ТВН (ITEP-TWAC), с целью получить тераваттный уровень мощности в пучке. В 2002 году реализовано накопление ионов с помощью перезарядной инжекции. По состоянию на 2009 год, в накопителе У-10 достигнут уровень мощности 100 МВт в пучке. Освоено ускорение ионов углерода 12C4+ (400 МэВ/нуклон, 2×109 частиц за импульс), алюминия 27Al10+ (250 МэВ/н, 1×108), серебра 109Ag19+ (100 МэВ/н, 2×107).
В 2007 году представитель корпорации Росатом, Денис Козырев, объявил о планах строительства к 2011 году своего главного офиса на территории ИТЭФ — небоскрёба высотой около 150 метров, общая площадь комплекса должна была составить около 300 тысяч м² (включая подземные паркинги площадью 100 тысяч м²), общей стоимостью 30 млрд рублей. В том же году на День работника атомной промышленности в ИТЭФ был разбит огромный шатёр, где Росатом устроил корпоративный праздник. В 2008 году директор Шарков, Борис Юрьевич, известный физик-экспериментатор, был заменён на практически неизвестного кандидата технических наук, назначен замдиректора из корпорации, который начал круто реформировать институт.
В 2010 году дирекция ИТЭФ сообщила, что в соответствии с программой, разработанной Курчатовским центром, ИТЭФ является координатором по двум приоритетным направлениям: «Фундаментальные исследования с использованием тяжёлых ионов» и «Ядерная медицина».
В конце 2011 года ИТЭФ был реорганизован из федерального государственного унитарного предприятия в федеральное государственное бюджетное учреждение и исключён из «перечня стратегических предприятий и акционерных обществ».
В 2006—2012 годах происходил процесс перехода ИТЭФ из состава Росатома в состав центра «Курчатовский институт».
В связи со сложившейся на январь 2012 года ситуацией физики института создали сайт «Спаси ИТЭФ!».
В феврале 2012 года на оборудовании выключенного ускорителя ИТЭФ-ТВН произошел пожар. По состоянию на лето 2013 года, решения по его дальнейшему использованию еще не приняты, результаты расследования пожара засекречены.
В соответствии с распоряжением Правительства РФ от 09.06.2021 № 1538-р, ИТЭФ был присоединен к НИЦ «Курчатовский институт» и 10.01.2022 прекратил свое существование как юридическое лицо.

### Руководители
- Алиханов, Абрам Исаакович (1945—1968)
- Чувило, Иван Васильевич (1968—1997)
- Данилов, Михаил Владимирович (1997—2001)
- Суворов, Александр Леонидович (2001—2005)
- Шарков, Борис Юрьевич (2005—2008)
- Конев, Вячеслав Николаевич (2008—2009)
- Тюрин, Николай Евгеньевич (2009—2010) — одновременно директор Института физики высоких энергий
- Шевченко, Владимир Игоревич (2010) — исполняющий обязанности директора
- Козлов, Юрий Федорович (2010—2015)
- Егорычев, Виктор Юрьевич (2015—2020)
- Божков Игорь Анатольевич[28] (2020) — исполняющий обязанности директора
- Буянов Алексей Викторович[29] (2020) — исполняющий обязанности директора
- Николаенко Андрей Владимирович[30] (2020—2021)

## Направления деятельности

### Теоретический отдел
Главными результатами, полученными в 1940—1950-х годах, стали доказательство противоречия теории Юкавы и квантовой электродинамики (теорема «нуль-заряда» Ландау — Померанчука); теория синхротронного излучения и теория жидкого гелия (Померанчук); исследования взаимодействия, нарушающего зарядовую чётность; формулировка гипотезы сохранения CP-чётности; теория двух-компонентного нейтрино (Ландау); теорема Померанчука о поведении сечений взаимодействия частиц при высоких энергиях. В 1953 году издана монография А. И. Ахиезера и В. Б. Берестецкого «Квантовая электродинамика». В 1960-е годы теоретики ИТЭФ разработали теорию сильных взаимодействий в области высоких энергий, которая получила развитие благодаря теории Редже.
В 1970—1980е годы в ИТЭФ были разработаны правила сумм в квантовой хромодинамике (М. Шифман, А. Вайнштейн, В. Захаров), которые стали фундаментальным методом, используемым при вычислениях свойств адронов и их взаимодействий. Были созданы теории суперкритических атомов и когерентных состояний, а также метод К-гармоник для описания малочастичных систем. В начале 1980-х годов в ИТЭФ начаты работы в новой области инерциального тяжелоионного термоядерного синтеза, альтернативного лазерному синтезу и синтезу с магнитным удержанием плазмы. В середине 1980-х годов группа В. С. Имшенника описала процесс звёздной эволюции на стадии коллапса, подтверждённый 10-летним наблюдением за взрывом сверхновой в 1987 году.
Основными направлениями теоретического отдела ИТЭФ являются КХД при конечной температуре, теория кварк-глюонной плазмы и кварковых состояний, теория суперструн и суперсимметрии, двумерная теория поля, нестандартные проблемы в квантовой механике, астрофизика и космология.

#### Математическая физика
Институт является одним из основных центров по разработке теории струн.

### Экспериментальные исследования
Физики ИТЭФ принимают активное участие в экспериментах на уникальных ускорителях и реакторах в своём институте и в международных научных центрах CERN, DESY, FNAL, BNL, KEK, GSI и других.

### Ядерная медицина
С 1969 года протонный синхротрон ИТЭФ используется для лечения онкологических больных. Экспериментальный Центр протонной лучевой терапии ИТЭФ является одним из крупнейших в мире и вторым (после Центра в Гарварде, США, en:Harvard Cyclotron Laboratory, en:Massachusetts General Hospital) по накопленному клиническому опыту. Совместно с московскими клиниками была проведена радиотерапия более 3330 больных, что составляло около четверти всего мирового опыта протонной лучевой терапии. Планируется сооружение клинического лечебно-диагностического центра со специализированными протонными медицинскими ускорителями в московской клинической онкологической больнице № 62, предназначенного для протонной лучевой терапии около тысячи больных в год и для проведения позитронно-эмиссионная томографии.

### Подготовка специалистов
На территории ИТЭФ находится кафедра «Физика экстремальных состояний вещества» № 60 МИФИ. ИТЭФ является учебной базой Московского физико-технического института. В ИТЭФ проходят «Зимние школы физики». Научная программа «Зимней школы» ориентирована на студентов последних курсов институтов, аспирантов и молодых кандидатов наук, работающих или планирующих работать в области физики элементарных частиц.

## Диссертационный совет
Диссертационный совет Д 201.002.01 по защите докторских и кандидатских диссертаций. Совет принимает к защите работы по специальностям:
- 01.04.01 Приборы и методы экспериментальной физики (физико-математические науки)
- 01.04.02 Теоретическая физика (физико-математические науки)
- 01.04.23 Физика высоких энергий (физико-математические науки)

## Критика директора Юрия Козлова
Доктор физико-математических наук, профессор Миннесотского университета Михаил Шифман выступил с критикой увольнения Михаила Данилова руководством ИТЭФ. Описывая значительные научные достижения Данилова в нескольких проектах, Шифман приводит запись из документа об увольнении Данилова «вакансий, соответствующих Вашей квалификации, в настоящее время нет» и комментирует её следующим образом: «Вся эта история выглядит как цирк».
Причины данной ситуации Шифман видит в разрушении ИТЭФ, начавшемся с приходом нового руководства. Шифман считает, что новое руководство, малокомпетентное в современной физике, «занялось выдавливанием из института талантливых научных сотрудников». В качестве примера Шифман приводит увольнение в 2013 году Андрея Ростовцева за критику руководства и увольнение в 2014 году Александра Горского «под смехотворным предлогом „прогулов на работе“», когда в качестве прогула Горскому записали участие в международной конференции в Университете Стоуни-Брук. Последний случай, как отмечает Шифман, стал скандально известным в мировом научном сообществе.
По словам академика Михаила Данилова,

Руководство Курчатовского института стало последовательно разрушать атмосферу <научного энтузиазма>, а сотрудники ИТЭФ, включая меня, пытались этому противостоять. В результате некоторые сотрудники, и я в том числе, были уволены. Сейчас будущее ИТЭФ выглядит очень мрачным. Директором научного института назначен генерал полиции, сотрудников планируют перевести на территорию Курчатовского института, а территорию ИТЭФ отдать под коммерческую застройку. Это окончательно разрушит ИТЭФ, который был одним из лучших институтов страны.